# 1914 en Inde
Chronologie de l'Inde
- 1910
- 1911
- 1912
- 1913
- 1914
- 1915
- 1916
- 1917
- 1918

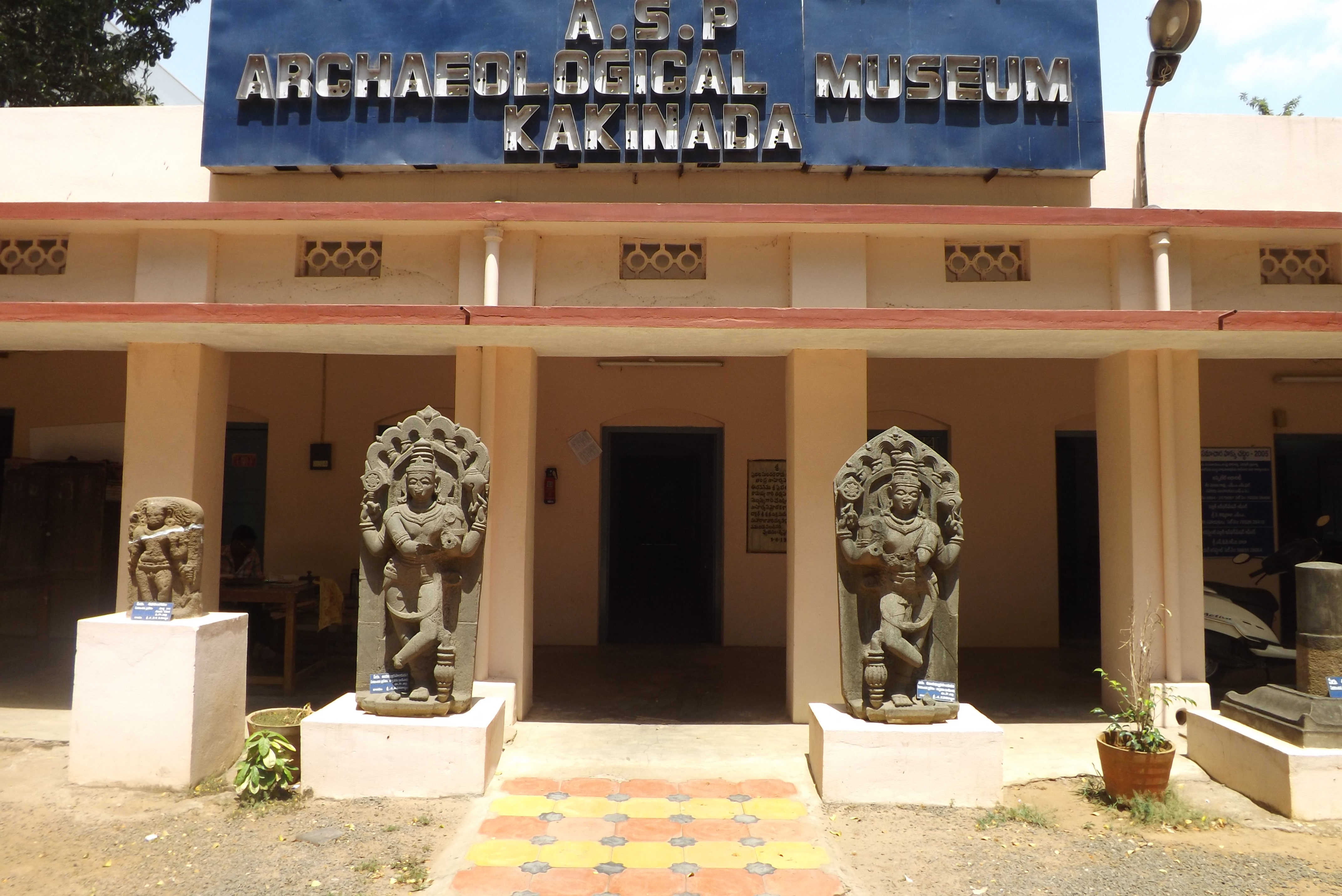
Fondation du musée archéologique Andhra Sahitya Parishat à Kakinada.

Cette page concerne les évènements survenus en 1914 en Inde.

## Évènements
- Janvier : fin du procès de l'affaire de la conspiration de Barisal (en).
- 27 avril : signature et fin de la convention de Simla, concernant les frontières de l'Inde et du Tibet.
- 23 mai : 376 sujets britanniques (340 sikhs, 12 hindous et 24 musulmans) d'origine indienne arrivent à Burrard Inlet, à Vancouver, en provenance du sous-continent indien sur le navire Komagata Maru (Guru Nanak Jahaz), cherchant à entrer au Canada. En raison de la politique d'immigration raciste du Dominion du Canada, 352 des passagers se voient refuser l'entrée et forcés de partir le 23 juillet 1914.
- août : l'Inde, en tant que colonie britannique, envoie des troupes en Europe pour participer en tant que partenaire de combat britannique à la Première Guerre mondiale contre l'Allemagne. Cette force fait partie de la Force expéditionnaire britannique envoyée en Belgique. En octobre, ils participent à la première bataille d'Ypres. Bientôt, plus de 1,125 million d'Indiens se portent volontaires pour combattre pour la Grande-Bretagne dans cette guerre.
- 26 août : vol d'armes de la société Rodda : des membres de la faction Jugantar de l'organisation révolutionnaire bengalie Anushilan Samiti (en) interceptent une cargaison de pistolets Mauser et de munitions appartenant à Rodda & co., marchand d'armes de Calcutta.
- septembre : Ordonnance de 1914 sur l'entrée en Inde (en), loi adoptée en Inde britannique, au début de la Première Guerre mondiale, qui permet au gouvernement de l'Inde de filtrer, de détenir et de restreindre le mouvement des personnes retournant en Inde.
- septembre : une division mixte est envoyée en Afrique de l'Est.
- octobre-novembre : deux divisions d'infanterie et une brigade de cavalerie sont envoyées en Égypte. Les forces indiennes coopèrent avec les Japonais à Tsingtao. Les forces indiennes sont en Mésopotamie à partir du 31 octobre.

## Créations
- Conférence des chrétiens indiens de toute l'Inde (en).
- Département d'archéologie et des musées de l'Andhra Pradesh (en).
- Musée archéologique Andhra Sahitya Parishat à Kakinada.

## Dissolutions
- Al-Hilal (en), journal.
- The Comrade (en), journal.

## Naissances
- Agha (en), acteur.
- Begum Akhtar, chanteuse et actrice.
- Baba Amte, militant contre la pauvreté.
- Khwaja Ahmad Abbas, réalisateur, producteur et scénariste.
- Jyoti Basu, personnalité politique.
- Sadhana Bose (en), actrice.
- Cherukad (en), poète, écrivain, scénariste et militant communiste.
- Baldev Raj Chopra, réalisateur, scénariste et producteur.
- Chhaya Devi (en), actrice.
- Sam Manekshaw (en), chef de l'Armée.
- Lambert Mascarenhas (en), écrivain, journaliste et activiste pour l'indépendance.
- Mikkilineni (en), acteur.
- Sheikh Mukhtar (en), acteur.
- Kalamandalam Krishnan Nair (en), danseur.
- Gul Khan Nasir (en), poète, journaliste, historien et personnalité politique.
- Aranmula Ponnamma (en), actrice.
- Chandra Rajeswara Rao (en), combattant pour la liberté.
- V. K. Rao (en), fonctionnaire.
- Sudha Roy (en), personnalité politique.
- Lakshmi Sahgal, activiste pour l'indépendance.
- G. P. Sippy (en), réalisateur.
- Sankarambadi Sundaraachari (en), écrivain.
- Sarla Thakral, première pilote d'avion indienne.
- Matthew Pothen Thekaekara (en), scientifique.

## Décès
- Sidkéong Tulku Namgyal, roi du Sikkim.
- Vengayil Kunhiraman Nayanar (en), écrivain.
- K. C. Kesava Pillai (en), compositeur de musique carnatique et poète.
- Vasudevanand Saraswati (en), saint considéré comme l'incarnation de Dattātreya.
- Bhaktivinoda Thakur (en), philosophe.